# داني فيرغارا
داني فيرغارا (بالإسبانية: Danny Bergara)‏ هو مدرب كرة قدم ولاعب كرة قدم أوروغواياني في مركز الهجوم، ولد في 24 يوليو 1942 في مونتيفيديو في الأوروغواي، وتوفي في 25 يوليو 2007 في إنجلترا في المملكة المتحدة. لعب مع ريال مايوركا ونادي إشبيلية ونادي تينيريفي ونادي راسينغ مونتيفيديو.